# ТЕС Плоцьк
52°35′6″ пн. ш. 19°41′49″ сх. д. / 52.58500° пн. ш. 19.69694° сх. д.
ТЕС Плоцьк — теплоелектростанція у однойменному місті в центральній Польщі. Споруджена за технологією комбінованого парогазового циклу.
У складі Плоцького НПЗ з кінця 1960-х працює власна ТЕЦ. В 2010-х з метою оптимізації системи енергозабезпечення власник заводу концерн PKN Orlen вирішив спорудити на додачу до неї сучасну парогазову електростанцію на природному газі (через Плоцьк проходить газотранспортний коридор Ярослав – Варшава – Гданськ). Розмір нового об'єкту був обраний таким, щоб він міг не лише забезпечувати потреби НПЗ у додатковому теплі, але й конкурувати на ринку електроенергії.
В 2018-му ввели в експлуатацію енергоблок потужністю 596 МВт, який має одну газову турбіну Siemens SGT5-8000H, котра через котел-утилізатор живить одну парову турбіну Siemens SST5-5000. Окрім електричної, блок виробляє 530 МВт теплової енергії.
Зв'язок з енергосистемою відбувається по ЛЕП, розрахованим на роботу під напругою 400 кВ та 110 кВ.